# Калита Ігор Павлович
Ігор Павлович Калита (нар. 28 листопада 1954, Стрий, Львівська область, УРСР) — радянський футболіст та тренер, виступав на позиції захисника, український футбольний арбітр та функціонер.

## Життєпис

### Кар'єра

#### Гравця та Тренера
Футбольну кар'єру розпочав у 1972 році в резервній команді львівських «Карпат», військову службу проходив у складі львівського СКА. У 1977 році захищав кольори луцького «Торпедо», однак наступного року перейшов до чернівецької «Буковини».
По завершенні сезону 1980 року був змушений залишити команду через ліміт на 25-річних гравців (у команді на той час могло виступати не більше 5 осіб, які були старше 25 років). Потім виступав в аматорських клубах «Нива» (Підгайці), НВЗ (Чернівці) та Машзавод (Чернівці).
По завершенні кар'єри гравця розпочав тренерську діяльність. Спочатку тренував дітей у чернівецькій ДЮСШ. У 1983 році увійшов до тренерського штабу «Буковини», але вже незабаром знову повернувся до роботи в ДЮСШ.

### Кар'єра арбітра
З 1989 року розпочав суддівську кар'єру, спочатку обслуговував матчі Другої союзної ліги (зона УРСР). З 1992 по 1999 рік обслуговував поєдинки Другої, Першої та Вищої ліги України, працював і на матчах кубка України — провів як головний рефері 38 зустрічей, а в 139 матчах був боковим суддею.
З 2000 року спостерігач арбітражу, спочатку матчів регіональних футбольних змагань, а з 2001 по 2003 рік матчів ДЮФЛУ та аматорському чемпіонату України. З 2003 по 2014 рік спостерігав арбітраж в поєдинках Другої ліги. В 2015 році знову обслуговував матч першої ліги чемпіонату України.
Нині голова комітету арбітрів Чернівецької області та спостерігач арбітражу матчів ДЮФЛУ та аматорського чемпіонату України.

## Досягнення
- Срібний призер Чемпіонату УРСР (1): 1980